# Опылченец
Опылченец (болг. Опълченец) — село в Болгарии. Находится в Старозагорской области, входит в общину Братя-Даскалови. Население составляет 446 человек.

## Политическая ситуация
В местном кметстве Опылченец, в состав которого входит Опылченец, должность кмета (старосты) исполняет Димчо Иванов Димитров (Граждане за европейское развитие Болгарии (ГЕРБ)) по результатам выборов правления кметства.
Кмет (мэр) общины Братя-Даскалови — Ваня Тодорова Стоева (коалиция партий: Болгарская социалистическая партия (БСП), национальное движение «Симеон Второй» (НДСВ)) по результатам выборов в правление общины.